# Elle King
Elle Tanner Schneider (Los Ángeles, California, 3 de julio de 1989), conocida por su nombre artístico Elle King, es una cantante y actriz estadounidense. Su estilo musical abarca  el indie pop, country, rock y soul. En 2012, King lanzó su EP debut, The Elle King EP, en RCA y Fat Possum Records. La pista de su EP "Playing for Keeps" es el tema principal de la serie Mob Wives Chicago de VH1.  Elle lanzó su álbum debut, Love Stuff, el 17 de febrero de 2015. El álbum estuvo en el top 10 con su sencillo "Ex's & Oh's", que le valió dos nominaciones a los Grammy. King también ha estado de gira con bandas como Of Monsters and Men, Train y Michael Kiwanuka. Elle es hija del comediante Rob Schneider y de la exmodelo London King.

## Biografía
King nació en Los Ángeles, California, su madre es London King, una ex modelo, y su padre el actor y humorista Rob Schneider. Sus padres se divorciaron y su madre se volvió a casar. Creció en el sur de Ohio, entre Wellston y Columbus. Cuando tenía 9 años su padrastro, Justin Tesa, le dio un disco de la banda de hard-rock de chicas, The Donnas; ella ve esto como el momento crucial, cuando decidió que quería ser músico. Más o menos por ese entonces, ella también comenzó a escuchar a The Runaways y Blondie, e hizo su debut como actriz junto a su padre en la película Deuce Bigalow: Male Gigolo. Tres años más tarde, a los 13, King comenzó a tocar la guitarra, sumergiéndose en la música de Otis Redding, los Yeah Yeah Yeahs, Etta James, Aretha Franklin, Al Green, Hank Williams, Johnny Cash, AC / DC ( tiene el logotipo de la banda tatuado en su bíceps), y Earl Scruggs. Su interés en el country y bluegrass de Hank Williams y Earl Scruggs le inspiró a aprender a tocar el banyo. Durante sus años de adolescencia, asistió a Camp Rock de Buck en Connecticut, donde protagonizó una serie de musicales.
King pasó su adolescencia en la ciudad de Nueva York, pero también vivió en Los Ángeles, Filadelfia, y Copenhague, Dinamarca. Al graduarse de Elisabeth Irwin High School se mudó a Filadelfia para matricularse en la Universidad de las Artes, donde estudio pintura y el cine. Durante estos años de la universidad tuvo un revelación artística al ver un espectáculo en vivo en el que una banda utilizó en el escenario un banjo puramente para fines de acompañamiento, evitando el bluegrass y el vocabulario musical country tradicionalmente asociado con el instrumento. King comenzó entonces a utilizar el banjo como herramienta compositiva. Después de la universidad, vivió brevemente en Copenhague y Los Ángeles, antes de regresar a Nueva York, donde reside actualmente en Bushwick, Brooklyn.

## Carrera profesional

### 1999-2013: inicios de la carrera y elElle King EP
En 1999, debutó como actriz en Deuce Bigalow: Male Gigolo. A los 16 años, empezó a dar conciertos por la ciudad de Nueva York, usando una identificación falsa para poder entrar a las discotecas locales. King se sumergió en la escena de composición local y perfeccionó sus habilidades. Entonces firmó con el recién nombrado presidente de RCA, Peter Edge. Su primer sencillo "Good To Be A Man", fue lanzado el 13 de marzo de 2012, como descarga digital y también como un "single de vinilo. El 12 de junio de 2012, el EP de King de cuatro sencillos fue lanzado por RCA y Fat Possum Records. El EP fue grabado en Nueva York y fue producido por Andy Baldwin y Chris DeStefano, con King a sí misma produciendo una pista. La pista del EP , "Playing For Keeps", fue elegida como la canción oficial para la serie Mob Wives Chicago de VH1 que se estrenó el 10 de junio de 2012, en VH1. King se ha puesto hecho de prestigio desde que fue reconocida como la "Artista revelación del 2012" por Esquire Magazine y Refinery 29;  ha hecho apariciones en televisión específicamente en  Big Morning Buzz Live de VH1 y el Late Show con David Letterman. King ha tocado en Austin, Texas, en el South by Southwest Festival, así como en el Hammersmith Apollo. También ha grabado su propio PBS Arts In Context especial para KLRU Austin en los estudios de Austin City Limits. Ha realizado giras con Of Monsters and Men, Train y Michael Kiwanuka y ha abierto conciertos para Dashboard Confessional, Dropkick Murphys, Dry the River, James Bay y Ed Sheeran.

### 2014-presente: Love Stuff
En septiembre de 2014, King lanzó "Ex's & Oh's", que sirve como el primer sencillo de su álbum debut. Lanzó el álbum, Love Stuff, el 17 de febrero de 2015. Elle se presentó al día siguiente en el The Today Show cantando Ex's & Oh's para promocionarlo. La canción ha alcanzado el número 10 en el Billboard Hot 100, convirtiéndose en primer sencillo en llegar al top 10 de King en Estados Unidos. "Ex's & Oh's" recibió dos nominaciones en la 58.ª entrega de los Premios Grammy incluyendo: Mejor Performance de Rock y Mejor Canción de Rock En julio de 2015, King colaboró con Modest Mouse en su gira por Reino Unido. Después, "Under the Influence" y "America's Sweetheart" fueron lanzados como singles para la radio de rock y radio general, respectivamente. Su sencillo "Good Girls" apareció en la banda sonora de la película Cazafantasmas, durante lo créditos de la película. En 2016, se asoció con la cantante de country Dierks Bentley para la canción "Different for Girls". Ellas interpretaron esta canción en el 50º CMA Awards el 2 de noviembre de 2016, donde ella y Bentley ganaron el premio al Evento Musical del Año. En marzo de 2017, estrenó un nuevo sencillo "Wild Love" con una escasa producción electrónica, marcando un ligero desvío de su anterior estilo en la música.

## Vida personal
Ella comenzó a salir con Andrew Ferguson en enero de 2016. La pareja se comprometió en febrero de 2016, en un viaje de vela alrededor de la Bahía de San Francisco, dos semanas después de que comenzó a salir. Se casaron el 14 de febrero de 2016, después de 3 semanas de citas y confirmaron su intención de divorciarse el 15 de mayo de 2017. Elle se presentó en "Say Yes to the Dress" de TLC en febrero de 2017. Tiene varios tatuajes en su cuerpo (ambos brazos y su pecho izquierdo). También trabajó en una compañía de tatuajes llamada East Side Ink.
Está comprometida con Dan Tooker, con el que sale desde 2018. En marzo de 2021 anunció que estaba esperando su primer hijo después de sufrir varios abortos. El 1 de septiembre de 2021 se anunció el nacimiento de su hijo, Lucky Levi Tooker.

## Discografía

### Álbumes de estudio
- Love Stuff (2015)
- Shake the spirit (2018)
- Come get your wife (2023)

### Extended plays
- The Elle King EP[20] (2012)

## Filmografía
| Año  | Título                     | Rol                    | Notas                                 |
| ---- | -------------------------- | ---------------------- | ------------------------------------- |
| 1999 | Deuce Bigalow: Male Gigolo | Chica de las galletas  | Acreditada como Elle Tanner Schneider |
| 2006 | The Benchwarmers           | Novia del chico gótico | Acreditada como Ellie Schneider       |
| 2009 | Wild Cherry                | Sabrina                |                                       |

## Premios y nominaciones
| Año  | Premios                  | Categoría                              | Nominaciones                               | Resultado | Ref.   |
| ---- | ------------------------ | -------------------------------------- | ------------------------------------------ | --------- | ------ |
| 2016 | Grammy Awards            | Mejor Interpretación de Rock           | "Ex's & Oh's"                              | Nominado  | [ 21 ] |
| 2016 | Grammy Awards            | Mejor canción de rock                  | "Ex's & Oh's"                              |           | [ 21 ] |
| 2016 | iHeartRadio Music Awards | Canción de rock alternativo del año    | "Ex's & Oh's"                              | Nominado  | [ 22 ] |
| 2016 | Teen Choice Awards       | Choice Rock Song                       | "America's Sweetheart"                     | Nominado  | [ 23 ] |
| 2016 | CMA Awards               | Evento vocal del año                   | "Different for Girls" (con Dierks Bentley) | Ganador   | [ 24 ] |
| 2017 | Grammy Awards            | Mejor interpretación country dúo/grupo | "Different for Girls" (con Dierks Bentley) | Nominado  | [ 25 ] |
| 2017 | ACM Awards               | Vocal Event of the Year                | "Different for Girls" (con Dierks Bentley) | Nominado  | [ 26 ] |
| 2017 | CMT Music Awards         | Video del año                          | "Different for Girls" (con Dierks Bentley) | Nominado  | [ 27 ] |
| 2017 | CMT Music Awards         | Video colaborativo del año             | "Different for Girls" (con Dierks Bentley) | Nominado  | [ 27 ] |
| 2017 | Billboard Music Awards   | Top Country Collaboration              | "Different for Girls" (con Dierks Bentley) | Nominado  | [ 28 ] |